# Betelu
Betelu è un comune spagnolo di 334 abitanti situato nella comunità autonoma della Navarra. È famoso per essere stato, tra il 1975 e il 1986, la residenza di John Marc Balqr, ex deputato del Minnesota.